# Championnats d'Océanie de cyclisme sur route 2012
Navigation
Championnats d'Océanie 2011 Championnats d'Océanie 2013
Les Championnats d'Océanie de cyclisme sur route 2012 ont lieu du 16 au 18 mars 2012 à Queenstown en Nouvelle-Zélande.

## Podiums masculins
| Compétitions             | Or               | Argent           | Bronze           |
| Élites                   |                  |                  |                  |
| Course en ligne          | Paul Odlin       | Nick Aitken      | Mark O'Brien     |
| Contre-la-montre         | Sam Horgan       | Paul Odlin       | Michael Cupitt   |
| Hommes - Moins de 23 ans |                  |                  |                  |
| Course en ligne          | Nick Aitken      | Michael Freiberg | Jason Christie   |
| Contre-la-montre         | Damien Howson    | Edward Bissaker  | Michael Freiberg |
| Hommes - Moins 19 ans    |                  |                  |                  |
| Contre-la-montre         | Alexander Morgan | Nick Bain        | Miles Scotson    |

## Podiums féminins
| Compétitions          | Or           | Argent       | Bronze           |
| Élites                |              |              |                  |
| Course en ligne       | Gracie Elvin | Shara Gillow | Rachel Neylan    |
| Contre-la-montre      | Shara Gillow | Gracie Elvin | Bridie O'Donnell |
| Femmes - Moins 19 ans |              |              |                  |
| Contre-la-montre      | Allison Rice | Emily Roper  | Georgia Baker    |